# 韓克𧬌
韩克𧬌，清朝政治人物。
（𧬌 Unicode：U+27B0C）
光绪年间接替杨文荣任福建省福宁府霞浦县知县。光绪34年卸任，由叶湘接任。